# Issawane
Issawane es una comuna o municipio del departamento de Mayahi de la región de Maradi, en Níger. En diciembre de 2012 presentaba una población censada de 40 155 habitantes.
Se encuentra situada en el centro-sur del país, cerca de la frontera con Nigeria.